# Robert Van Lancker
Robert Vanlancker (nascido em 11 de dezembro de 1946) é um ex-ciclista de pista belga que competiu principalmente em provas de velocidade e tandem (juntamente com Daniel Goens), nos quais conquistou oito medalhas no Campeonato Mundial entre 1967 e 1974. Nos Jogos Olímpicos de Verão de 1968, Vanlancker conquistou a medalha de bronze no tandem, embora ele não tenha conseguido chegar à final na corrida de velocidade individual. No ano seguinte, ele se tornou profissional e competiu até 1976.